# Маслов Василь Пилипович
Василь Пилипович Маслов (4 лютого 1922, село Піщанка, Харківська губернія, тепер Красноградського району Харківської області — 1 червня 1987, місто Харків) — український радянський діяч, доктор юридичних наук (1968), професор (1968), ректор Харківського юридичного інституту імені Ф. Е. Дзержинського (1962 —1987), член-кореспондент Академії наук Української РСР (з 1985), лауреат Державної премії Української РСР в галузі науки і техніки (1984), Заслужений діяч науки Української РСР.

## Життєпис
Народився у селянській родині. Після закінчення учительських курсів працював у середній школі.
У 1940—1944 р. — у Червоній армії. Учасник німецько-радянської війни, був важко поранений.
У 1944—1948 р. — студент Харківського юридичного інституту імені Л. М. Кагановича. Член ВКП(б) з 1947 року.
З 1948 по 1962 рік навчався в аспірантурі, працював на посадах старшого викладача, секретаря партійного комітету, доцента, професора кафедри цивільного права Харківського юридичного інституту .
У 1951 році захистив кандидатську дисертацію на тему «Право особистої власності на житловий будинок в СРСР».
З 1962 року по 1 червня 1987 року — ректор Харківського юридичного інституту імені Ф. Е. Дзержинського.
У 1968 році захистив у Московському державному університеті імені М. В. Ломоносова докторську дисертацію на тему «Цивільноправові проблеми особистої власності в період будівництва комунізму в СРСР».
Автор понад 50 наукових робіт, у тому числі 9 монографій: «Право особистої власності на житловий дім у місті й робітничому селищі», «Здійснення і захист права власності в СРСР», «Питання спільної власності у судовій практиці», «Основні проблеми права особистої власності в СРСР», «Захист житлових прав громадян», «Майнові відносини у сім'ї», «Чинне законодавство про шлюб та сім'ю», «Правові проблеми науково-технічного співробітництва», «Правове становище виробничих об'єднань у сільському господарстві». Створив наукові школи з питань права власності, житлового та сімейного права. Під його науковим керівництвом було захищено 9 кандидатських дисертацій.
Тривалий час очолював Раду ректорів вузів Харківського регіону, входив до складу Президії Північно-Східного центру АН УРСР, був членом Науково-консультативної ради Верховного Суду УРСР.

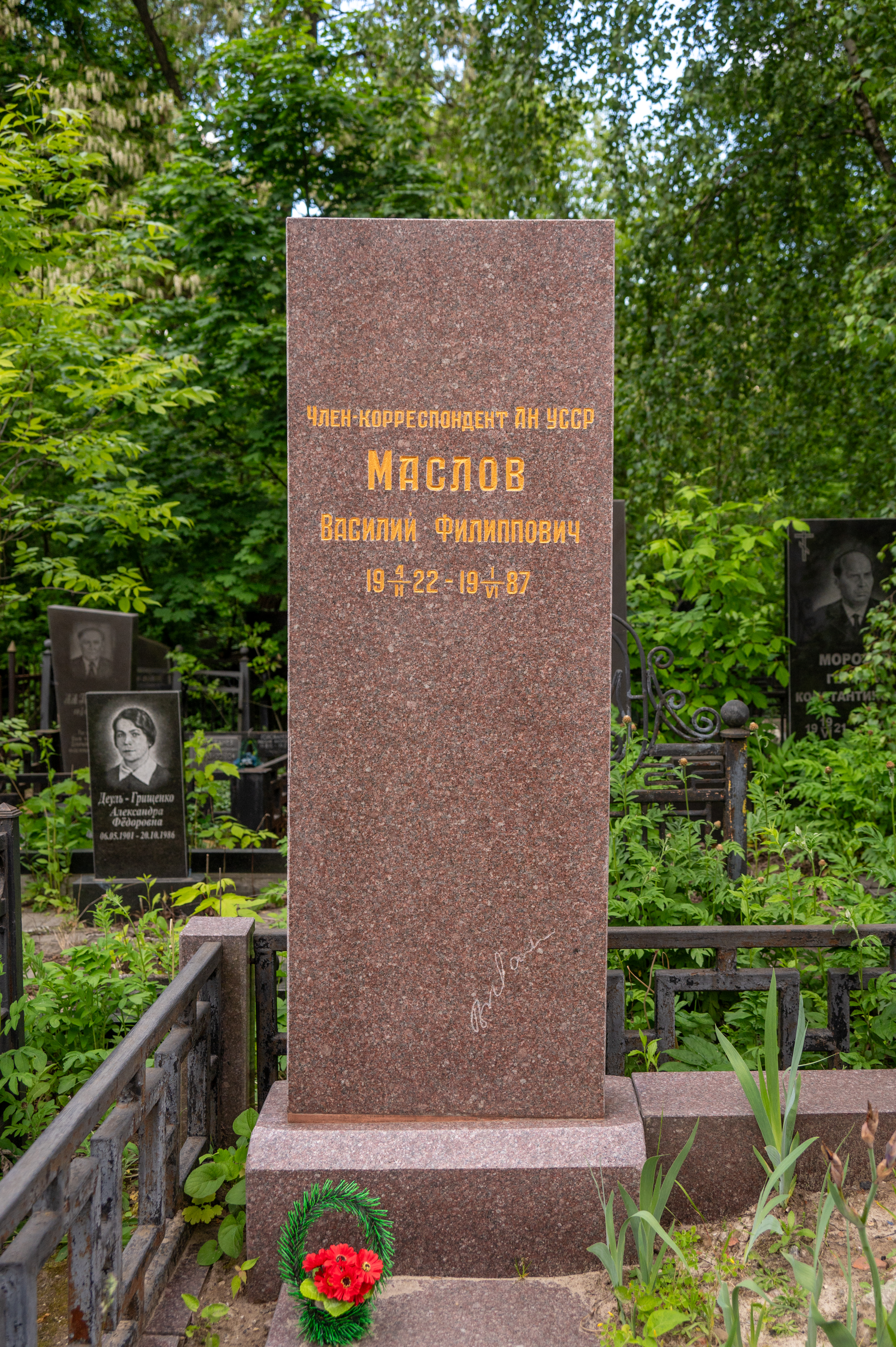
Могила Василя Маслова

## Нагороди
- орден Жовтневої Революції
- орден Трудового Червоного Прапора
- орден Вітчизняної війни І-го ступеня
- орден Вітчизняної війни II-го ступеня
- орден Знак Пошани
- сім медалей
- лауреат Державної премії Української РСР в галузі науки і техніки (1984)
- Заслужений діяч науки Української РСР